# Adamuz
Adamuz es un municipio y localidad española de la provincia de Córdoba, en la comunidad autónoma de Andalucía. Perteneciente a la comarca del Alto Guadalquivir y al partido judicial de Montoro, se halla situado a una altitud de 242 m sobre el nivel del mar, entre Sierra Morena y el río Guadalquivir. La extensión del término municipal es de 334,7 km². En el año 2018 contaba con una población de 4185 habitantes.

## Geografía

### Vías de acceso
Una de las vías de acceso desde Córdoba es por la autovía A-4 en dirección a Madrid. Se debe tomar el desvío por Villafranca y seguir la carretera A-421 que une a Villafranca de Córdoba con Villanueva de Córdoba (Córdoba). Adamuz se encuentra a unos 30 km de Córdoba, a 39 km de Villanueva de Córdoba y a 13 km de Pedro Abad.

### Clima
Adamuz cuenta con un clima típicamente mediterráneo, con altos índices de insolación y pocas precipitaciones, casi inexistentes durante el verano.

### Vegetación
La vegetación característica es la del bosque mediterráneo con encinas, lentiscos y madroños entre otros. Esta vegetación tradicionalmente fue la principal fuente de riqueza en estas tierras y es aprovechada para mantener a la fauna cinegética, puesto que hay más de doce mil hectáreas para practicar la montería. También está el aprovechamiento forestal y silvícola, como la obtención de madera, miel, plantas aromáticas y bellotas. En cuanto a la tierra cultivada, más del 90 % de su superficie está dedicada al cultivo de secano más tradicional por estas tierras: el olivo.

## Historia
Las primeras huellas humanas dentro del término de Adamuz se expanden por distintas cuevas con yacimientos arqueológicos, los de la Cueva del Cañaveralejo, restos humanos y de cerámica pertenecientes al final del V milenio a. C.
Durante el período de la Hispania Romana, Adamuz perteneció al término de Sacilis Marcillus, actual Alcurrucen, término de Pedro Abad, según se puede deducir por las inscripciones romanas aparecidas.
Existen sobre los períodos visigodo y árabe, a este último se debe su nombre: Adamuz o Alamuz. Debió ser este lugar de posada y descanso al pasar por el camino de Córdoba a Toledo denominado Camino Real de la Plata. Desde 1260, perteneció Adamuz, a la jurisdicción de Córdoba, cuyo Consejo nombraba los alcaldes y oficiales. En más de una ocasión, alguno de los títulos y «ricos homes» de Castilla pretendieron usurpar el Señorío de Adamuz, prueba de ello es la Comisión conferida en el año 1469 por el rey Enrique IV de Castilla al maestre de Santiago y al obispo de Sigüenza para que procurarán que el conde de Cabra, Martín Alonso de Sotomayor y Fernán Pérez, su hermano, de una parte y de otra la ciudad de Córdoba, celebrasen una concordia para que devolviesen, como en efecto devolvieron, a esta ciudad varias fortalezas que le tenían usurpadas, siendo una de ellas la de Adamuz, que según lo pactado había de demolerla, por lo que acaso en este tiempo se derribaría su castillo.
Noventa y siete años después, en 1566, el rey Felipe Il, la vendió a Luis Méndez de Haro y Sotomayor, comendador mayor de Alcañiz, compensado a la ciudad de Córdoba con un juro perpetuo de 16 000 maravedíes. Desde aquella época pertenece esta villa vinculada a la casa y estado de los marqueses de El Carpio, no por derechos de estos, sino porque el Haro y Sotomayor tenía por mujer a Beatriz de Haro que era poseedora del marquesado. Siendo señor de esta villa, Luis Méndez de Haro y Sotomayor, cuyo padre había favorecido mucho al abuelo de Cervantes, que era cordobés, estuvo este en Adamuz sacando aceite y trigo para las galeras, con vara alta de justicia como comisionado, en los años 1591-1593. También hay constancia de la visita a esta villa de los Reyes Católicos.
La historia de Adamuz quedaría incompleta si no se cuenta entre sus páginas con el Convento de San Francisco del Monte, distante unos siete kilómetros de la población y del que solo se conservan sus ruinas. Fundado por Martín Fernández de Andujar, fue confirmada su fundación desde Aviñón (Francia), por el pontífice Clemente VII a petición de los reyes Enrique y Catalina, con fecha 6 de mayo de 1394.
En los siglos XV y XVI tiene lugar la reforma y ampliación llevada a cabo por Luis Méndez de Sotomayor, patrones del convento, siendo depositados en el mismo los restos de su esposa. Por el año 1583 fue guardián y maestro de novicios en el convento San Francisco Solano. Durante 1624, con motivo de su participación en una cacería estuvo visitando el convento el rey Felipe IV. El dramaturgo Luis Vélez de Guevara ambientó en Adamuz su comedia La luna de la sierra, impresa en 1652. Está ambientada a fines del siglo XV, cuando los Reyes Católicos se dirigen a la ciudad de Granada, en manos musulmanas, para tomarla.
Queda en estudio la época moderna y contemporánea de Adamuz. Durante el período 1936-1939 quedó casi totalmente destruido su archivo histórico que databa del siglo XIII, así como su patrimonio artístico y cultural, hecho consumado por los partidarios de la República. En los primeros años del régimen franquista los maquis combatieron la represión fascista.

## Demografía
Adamuz cuenta con una población de 4091 habitantes (INE 2024).
| Gráfica de evolución demográfica de Adamuz entre 1842 y 2021                                                        |
| |
| Población de derecho según los censos de población del INE Población de hecho según los censos de población del INE |

## Economía

### Evolución de la deuda viva municipal
| Gráfica de evolución de Deuda viva del Ayuntamiento de Adamuz entre 2008 y 2019                                |
| |
| Deuda viva del Ayuntamiento de Adamuz en miles de Euros según datos del Ministerio de Hacienda y Ad. Públicas. |

## Administración y gobierno local

PSOE: 5 concejales.
DECIdA: 4 concejales.
PP: 1 concejal.
IU LV-CA: 1 concejal.

| Legislatura | Nombre                     | Grupo    |
| ----------- | -------------------------- | -------- |
| 1979-1983   | Pedro Galán Redondo        | PSOE     |
| 1993-1987   | Pedro Galán Redondo        | PSOE     |
| 1987-1991   | Manuel Caballero Caballero | IU-LV-CA |
| 1991-1995   | Manuel Caballero Caballero | IU-LV-CA |
| 1995-1999   | Manuel Leyva Jiménez       | PSOE     |
| 1999-2003   | Manuel Leyva Jiménez       | PSOE     |
| 2003-2007   | Manuel Leyva Jiménez       | PSOE     |
| 2007-2011   | Manuel Leyva Jiménez       | PSOE     |
| 2011-2015   | Manuel Leyva Jiménez       | PSOE     |
| 2015-2019   | Manuela Bollero Calvillo   | DECIdA   |
| 2019-2021   | Manuela Bollero Calvillo   | DECIdA   |
| 2021        | Rafael A. Moreno Reyes     | PSOE     |

## Banda sinfónica municipal

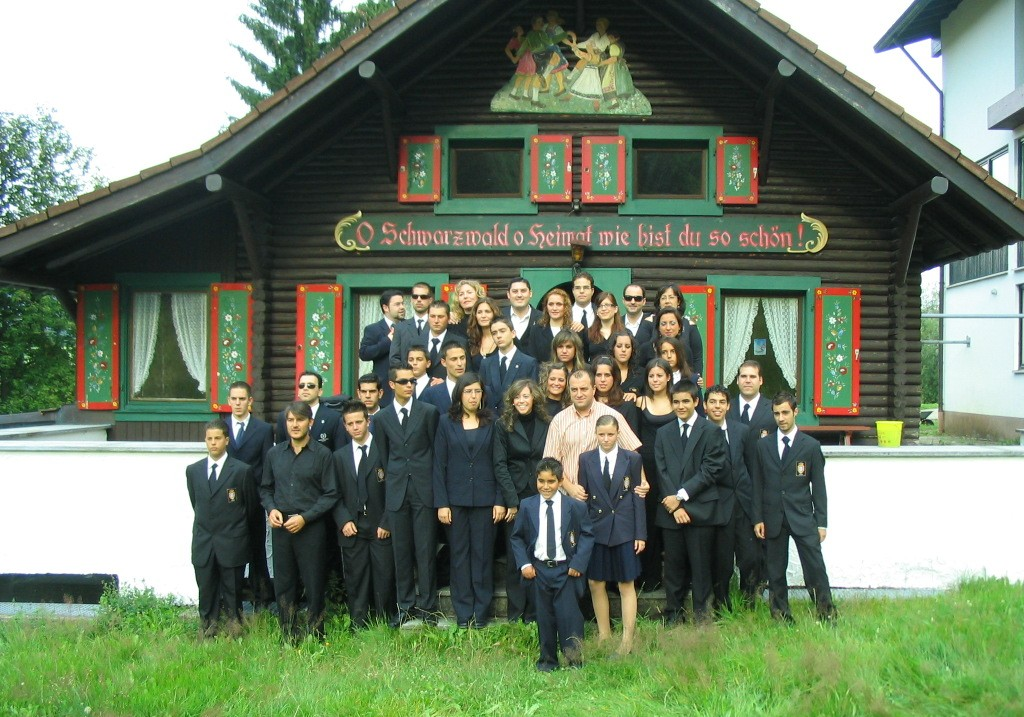
Banda sinfónica municipal de Adamuz

Los orígenes de esta agrupación se remontan a julio de 1880, como primera banda de música de Adamuz.
El primer director de esta agrupación fue Lucas Martínez Ranchal. Debido a las vicisitudes y trabas políticas en aquellos tiempos, y como muchas otras agrupaciones en toda España, la Banda, se disuelve a causa de la Guerra Civil, volviéndose a formar en el año 1955, por deseo expreso de la Corporación Musical, bajo la dirección de Luis Cruces.
En este período la banda es requerida por distintos ayuntamientos para actuar en conciertos y procesiones.
A partir de 1963, la banda va a tener otro gran periodo de inactividad, hasta que en el año 1990, la Banda vuelve a salir a la calle bajo la dirección de José Luis Morales López, y continuando esta labor Miguel Torralbo Reyes.
En noviembre de 2004, se encargará de la dirección Juan Manuel Morat Pomar.
Desde esa fecha, la Banda está en plena renovación generacional y de crecimiento, y apoyada en la base por la Academia Municipal de Música; Inicia una frenética labor de actuaciones por toda la geografía española, destacando la gira que realizó la Banda a tierras valencianas el 19,20 y 21 de mayo de 2006; se dieron dos Conciertos el día 20 en Burriana (Castellón) y el 21 en Cullera (Valencia), y en las que obtuvo la Banda unas críticas inmejorables por dichas actuaciones. También hay que destacar el Primer Festival de Bandas de Nueva Carteya, y en Adamuz donde interpretaron la obra maestra de música clásica Bolero de Maurice Ravel.
En julio de 2007 volvió a tierras valencianas, en las cuales dio un concierto en Quatretonda el 29 de julio de 2007, y actuó en el desfile de Moros y Cristianos en Torrent.
Fuera de nuestras fronteras, en agosto de 2007, realizó una gira de conciertos por Alemania, concretamente en la región de la Selva Negra, actuando en las ciudades de Waldshut-tiengen el 1-08-2007 y en Schönau el 2-08-2007, donde la crítica germana la calificó de “excepcional Agrupación Musical de insuperable calidad artística”
En noviembre-diciembre de 2007 realizó un Concierto de Santa Cecilia en Andújar y otro en Adamuz, en el cual participaron las Bandas de Andújar, Cabra y Adamuz; en ambos Conciertos las Tres Bandas juntas interpretaron la Pasión de Cristo de Ferrán Ferrer.
A finales de mayo la Banda volvió a Burriana (Castellón) para participar en un Concierto junto a la Banda filarmónica de Burriana.
El 26 de julio, en el ya tradicional Concierto Extraordinario de Verano, estrenó el pasodoble “Adamuz”, comprado por el Ayuntamiento de Adamuz al compositor valenciano Juan Luis Tur Gómez.
Cabe destacar la gira que, a principios de agosto de 2008, realizó en Italia la Banda Sinfónica Municipal de Adamuz, concretamente en las históricas y monumentales ciudades de Pompeya y Roma en las cuales recogieron grandes éxitos de crítica y público.
Entre otros proyectos, cabe reseñar un concierto en febrero de 2009 en el Palacio de la Música y Congresos de Valencia, una gira de conciertos por Navarra en julio de 2009 y un concierto en 2010 en Orlando (Estados Unidos).
Desde 2005 el presidente de la banda es Francisco J. Quesada Alamillo, y la directiva la completan:
- Vicepresidente: Sebastián Pedregosa Gómez.
- Secretario: Ana María Serrano García.
- Tesorero: José Antonio Jordán Cantador.
- Vocal: María de los Ángeles Román Díaz.
- Vocal: Ana Dolores Milán Garrido.
- Vocal: Ana María Llorente Casado.
- Vocal: Silvia Garrido Castillo.
- Vocal: Irene Latorre Gavilán.
Desde marzo de 2007, la banda cuenta con la Asociación Musical Santa Cecilia de Adamuz, encargada de gestionar tanto la banda sinfónica municipal de Adamuz, como la Banda Joven en colaboración con el Ayuntamiento de Adamuz. La directiva y los miembros fundadores de la asociación son los mismos que pertenecen a la banda sinfónica municipal de Adamuz.

## Gastronomía
Perigallos, coña (salmorejo cordobés), salmorejo, migas adamuceñas, comida típica cuyos ingredientes son pan, aceite de oliva y ajos, y a la que se les añade torreznos de matanza. Se comen con naranjas o con chocolate. Es famoso Adamuz por su lechón frito, plato que consiste en fritadas de trozos de lechón pequeño y que se suele acompañar con un buen vino blanco. Pestiños, dulce que se suele hacer por Navidad y cuya base son la harina, azúcar, vino, aceite y matalahúga. Coña, se hace como la masa del gazpacho blanco, sal aceite de oliva, vinagre, harina de pan, patatas fritas poco hechas, bacalao un poquito tostado y huevo duro.
El salmorejo se hace con harina, aceite, ajo, cebolla, bacalao, vinagre y espárragos.

## Monumentos y lugares de interés

### Montes Comunales

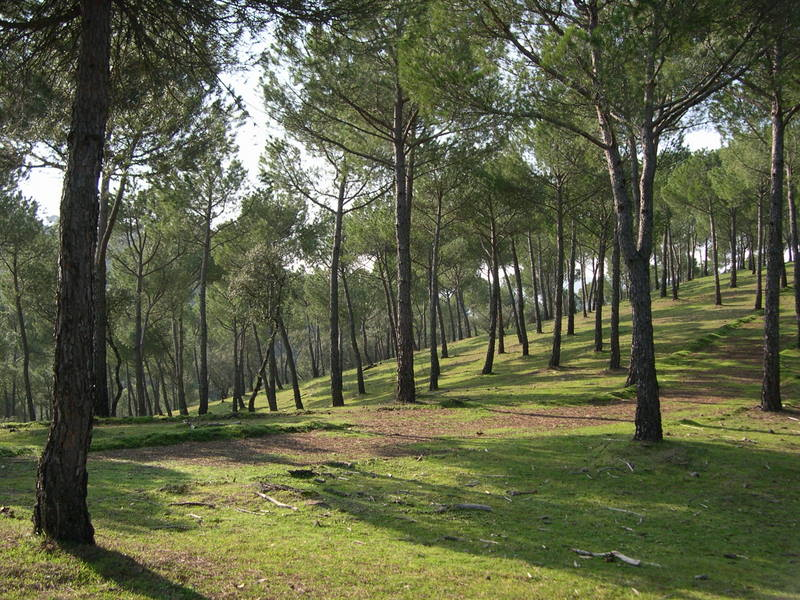
Pinar en los Montes Comunales.

Es una finca de 2500 ha, de propiedad municipal y flanqueada por dos ríos, susceptibles de retener sus aguas invernales mediante pequeñas presas. Está atravesada de norte a sur por la carretera que une Adamuz con el Valle de los Pedroches. Los «Montes Comunales» cuentan con una gran riqueza cinegética, famosos dentro del mundo de la caza mayor por las grandes monterías que anualmente se celebran en ellos; además constituyen el eje central de toda una gama de fincas colindantes, donde también se pródiga la caza mayor. Su gran masa forestal, creada en los últimos cuarenta años, y su acondicionamiento como destino rural contando con siete casas rurales totalmente acondicionadas, hacen de este lugar, así como de todo el término de Adamuz, un lugar ideal para el descanso y para el turismo ecológico.

### Torre del reloj
Fue mandada construir en 1566 por Luis Méndez de Haro, marqués del Carpio. Es de base cuadrada, su base mide cuatro metros y medio de frente por cuatro de fondo y su altura es de 15 m en total. La primera de las bases es de piedra, y en ella tiene una lápida de piedra molinaza escrita en latín en la que se explica quién la mandó construir y en qué fecha; luego tiene dos cuerpos lisos y, por último, un tejado simple a cuatro aguas. La torre que se puede apreciar actualmente no es la originaria, ya que esa desapareció casi en su totalidad en la guerra civil, y la que actualmente se puede ver es la restauración que le hizo el arquitecto Sánchez Puch.

### Ermita de San Pío V
Esta iglesia formaba parte de la única gran casa señorial que se conserva en este pueblo, llamada popularmente "La casa de los Riberas". El oratorio forma parte íntegra de la casa señorial y es una iglesia de cajón, dadas sus reducidas dimensiones (14,8 m de largo y 2,2 m de ancho). La pequeña capilla está compuesta por una bóveda de cañón, con lunetos y arcos fajones en la parte delantera del altar.

### Iglesia parroquial de San Andrés Apóstol
La documentación más antigua en la que se menciona el edificio data del año 1260, según un decreto del Obispo don Pascual para la concesión de los límites parroquiales. Se suele confundir la fundación de la feligresía en 1260 con el año de construcción de la iglesia. Los restos más antiguos de este templo datan del siglo XIV, en torno a 1394 c, con la utilización del camino cervantino de Córdoba a Toledo o Camino Real de la Plata como también se le conoce, se realiza la construcción del templo primitivo.
La iglesia de San Andrés está construida en piedra molinaza, su planta es similar a la de las iglesias fernandinas de la “Reconquista”, de tres naves separadas por cinco arcos a cada lado, no tiene crucero y el ábside es poligonal en la nave central y cuadrada en las laterales.
Podemos apreciar diversas ampliaciones a lo largo de los siglos XVI y XVII, posiblemente atribuidos a la saga familiar de los Hernán Ruiz. Al principio del siglo XVI
debió realizarse una amplia reforma, probablemente dirigida por Hernán Ruiz I y que debió afectar principalmente al nicho del ábside y a la portada.
El templo consta de 3 capillas:
Capilla Sacramental: donde hay un retablo con la imagen de La Inmaculada
Concepción.
Capilla de las Ánimas: en la actualidad es la capilla dedicada a Nuestra Señora María Santísima del Sol, patrona de Adamuz.
Capilla bautismal o Baptisterio: en ella se encuentra una gran pila bautismal.
A la izquierda de la cabecera del templo se encuentra la sacristía, que data del siglo XVI,
con posteriores reformas.
En su interior se conservan imágenes que procesionan por las calles de Adamuz en la Semana Santa, como La Virgen de los Dolores, Padre Jesús Nazareno, Sepulcro con Cristo Yacente, El Crucificado, La Borriquita y el Resucitado y también una imagen de San Andrés Apóstol (Patrón de Adamuz),El Corazón de Jesús, San José con el niño, San Antonio, una talla pequeña de La Virgen del Carmen y una imagen de la Virgen del Sol que regaló un particular. Desde el domingo de resurrección hasta la madrugada del 15 de agosto está Nuestra Señora María Santísima del Sol en la Iglesia, la imagen que se venera en la actualidad, esta procesiona por las calles del pueblo el Domingo de Feria y la mañana del 15 de agosto.

### Ermita de la santísima Virgen del Sol o Ermita del Cerro
Nuestra Señora del Sol es la patrona de la villa, está a unos 8 km de la población, cerca de Algallarín. Probablemente su origen es muy remoto, pero no hay noticias documentales. A la cofradía se le confirmaron las reglas en 1630, por el obispo Cristóbal de Lobera. La virgen permanece en el cerro desde el 16 de agosto hasta el domingo de resurrección.

### Ermita de Nuestra Señora del Carmen
Pequeña ermita localizada junto al cementerio.

### Casas Señoriales
Existen en Adamuz numerosas casas señoriales con escudos y portadas labradas en piedra molinaza roja, la mayoría de entre los siglos XVI y XVIII.

### Mercado de Abastos
Es un monumento donde se celebra un mercadillo los martes, en el que se pueden comprar artículos de ropa y fruta.

### Pósito Municipal
El Centro de Interpretación de la Historia de Adamuz (actual Museo Histórico Local de Adamuz) está ubicado en el edificio del siglo XVIII que albergaba en la antigüedad el Pósito Municipal.

### Pozo de Santiago
Pozo público fechado en el siglo XVIII, que formaba parte del conjunto monumental de la ermita de la Soledad (desaparecida hoy día). Era descanso obligado para el viajero que transitaba por el Camino Real de la Plata, extinguida vía mineral y comercial del medievo. De forma prismática y sección cuadrada, está realizado en piedra de molinaza (típica de la zona), con un tejado a cuatro aguas y pináculo prismático rematando el tejado. Desde su construcción ha sido parada de caminantes y caudal de agua para los vecinos de las calles aledañas.

### Pilar del Mesón del Obispo
Conocido popularmente como "El Pilar".

### Piedra de los Muertos
Esta piedra recibe el nombre de "Los muertos" porque estaba a mitad de camino entre la iglesia y el cementerio. Como antiguamente el muerto se llevaba a hombros, tenían que descansar, por lo que ponían el ataúd encima de la piedra durante un tiempo y después seguían hacia el cementerio.

### Fuente Cabrera
Manantial de agua que abastecía al pueblo para su uso doméstico. Se repartía el agua con cubas y usando burros.

## Festividades
Se exponen aquí, de forma cronológica, las celebraciones que se realizan en Adamuz a lo largo del año:

### La Candelaria
Se trata de una fiesta muy significativa para el pueblo de Adamuz, pues por ella se conocen sus habitantes como «culiquemaos». Durante la noche del día 1 de febrero al 2 de febrero, los jóvenes saltan sobre candelas de romero recogido previamente días antes en los montes próximos a la localidad y los mayores atraen el humo a sus ropas, pues, según la tradición, la Virgen del Sol (patrona de Adamuz) ahumaba con romero las ropas de su hijo. La fiesta dura hasta altas horas de la noche, en la que los adamuceños, después de saltar, degustan y comparten productos típicos del municipio como chorizo asado, torreznos, morcilla, etc.

### Semana Santa
La Semana Santa se vive fervorosamente en Adamuz. Comienza con la procesión de la Virgen de los Dolores el Viernes de Dolores, que sale desde la Iglesia de San Andrés para recogerse en la Ermita de San Pío V. El Domingo de Ramos procesiona la "Borriquita" por las calles de Adamuz. Una de las procesiones que más fervor levanta es la de Nuestro Padre Jesús Nazareno el Miércoles Santo. El domingo de Resurrección es traída la Virgen del Sol a hombros desde su Ermita de El Cerro. Al llegar a la Puerta de la Villa se encuentra con el niño resucitado.

### Judas
Se celebra el Sábado de Gloria por la noche y se hacen muñecos con trapos, paja y ropa utilizada, que simbolizan a Judas Iscariote. La fiesta consiste en colgar el muñeco en medio de la calle y, a las 12 de la noche, quemarlo, representando de esta manera la muerte simbólica del personaje por parte del pueblo.

### Fiestas de la Virgen del Sol o Feria de abril
Feria Mayor y fiestas patronales que se celebran anualmente en honor a la patrona del pueblo, la Virgen del Sol. Una vez que la patrona vuelve al pueblo el Domingo de Resurrección, todos los habitantes preparan la Feria, que se celebra con carácter general el tercer domingo de abril, siempre y cuando la Semana Santa haya sido antes. En caso de que la Semana Santa acabe el tercer domingo de abril, la Feria se celebra el domingo siguiente. Son unas fechas esperadas por los adamuceños durante todo el año para divertirse y compartir unos días en compañía de sus seres queridos. El tercer domingo de abril, o el primero de la Feria, si se pospusiera por motivo de la Semana Santa, la Virgen del Sol recorre todo Adamuz en una solemne procesión.

### Cruces de Mayo
Los niños y niñas de Adamuz realizan "Cruces de Mayo", con cajas pequeñas normalmente de zapatos que decoran y donde ponen una cruz de papel; cuando la caja está totalmente terminada, los niños y niñas salen a pedir dinero por las casas del pueblo. Las recompensas se las guardan en la hucha.

### Verbena del Carmen y Verbena de Santiago
Durante el mes de julio se celebran estas verbenas organizadas por los vecinos de la Plazuela del Carmen y los del Pozo Santiago. Se celebran los fines de semana más cercanos al 17 y al 25 de julio respectivamente.

### Virgen de Agosto
Se trata de la Feria menor de la localidad, que se celebra el 15 de agosto también en honor a la patrona, la Virgen del Sol. Consiste en una velada popular donde todo el interés se centra en la patrona. Las celebraciones comienzan nueve días antes con la Novena en honor a la Virgen del Sol que se celebra anualmente en la Iglesia de San Andrés. El día 15 por la mañana, la patrona recorre en procesión toda la localidad, y al finalizar la procesión se celebra la misa donde se realiza el sorteo del nuevo Hermano Mayor de la Hermandad de Nuestra Virgen del Sol. El mismo día 15 por la tarde, la patrona es trasladada desde la Iglesia de San Andrés a la Ermita de San Pío V, donde pasa toda la noche siendo velada por los adamuceños. Antes de que amanezca la Virgen del Sol vuelve a la iglesia de San Andrés donde se celebra la misa de despedida, y el nuevo Hermano Mayor de la Hermandad de la Virgen del Sol toma posesión de su cargo. Al amanecer del día 16 la Virgen del Sol parte de nuevo para su ermita de El Cerro.

### Romería del Cerro
Se celebra el domingo más próximo al día 8 de septiembre. Al amanecer parten los romeros y carrozas de Adamuz hacia la Ermita de la Virgen del Sol. Al mediodía se celebra una misa en honor de la patrona, la Virgen del Sol, y a continuación se pasea procesionalmente por el recinto de la ermita. Después de los actos religiosos se celebra la tradicional carrera de cintas a caballo y cuando esta acaba, las personas allí presentes suelen celebrar un día de campo.

### Fiesta de San Andrés, Patrón de Adamuz
El 30 de noviembre se celebra la fiesta del patrón de Adamuz San Andrés Apóstol con la tradicional "canterá". Un cantero es una comida típica adamuceña consistente en una rebanada de pan con aceite de oliva. Constituye una fiesta popular y que marca el día en que los aceituneros buscaban «tajo», es decir, el día en el que se trataba entre obreros y patrones el precio de recolección de la aceituna por parte de los primeros.